# Baschir Iskandarowitsch Ramejew

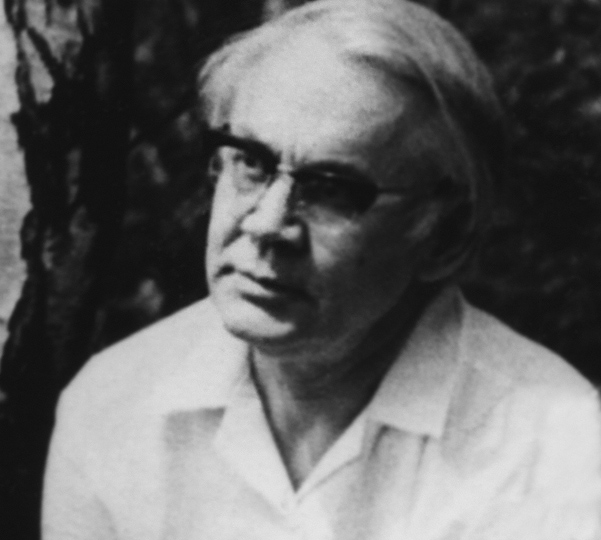
Baschir Ramejew 1980

Baschir Iskandarowitsch Ramejew (russisch Башир Искандарович Рамеев, englische Transkription Bashir Iskandarovich Rameev; * 1. Mai 1918 in Baimak, Tatarstan; † 16. Mai 1994 in Moskau) war ein sowjetischer Computerpionier. Er ist für die Entwicklung der Ural Computer-Serie bekannt.

## Jugend und Ausbildung
Sein Großvater Zakir Ramejew war ein bekannter tatarischer Poet und Unternehmer (Goldbergbau), sein Vater Bergbauingenieur, der an der Bergakademie Freiberg studiert hatte und durch Erfindungen im Goldbergbau auf sich aufmerksam machte. Der junge Ramejew machte schon als Jugendlicher durch Erfindung eines funkgesteuerten gepanzerten Zuges auf sich aufmerksam und wurde in die Sowjetische Gesellschaft der Erfinder aufgenommen, obwohl er noch minderjährig war. Er studierte an der Moskauer Hochschule für Elektrotechnik (MPEI), musste diese aber verlassen, da sein Vater 1938 verhaftet wurde (er verschwand im Gulag System und soll um 1943 gestorben sein). Im Zweiten Weltkrieg erfand er eine kryptographische Maschine, die auch gut genug war, um in Serie gefertigt zu werden, und war Funker an der Front.

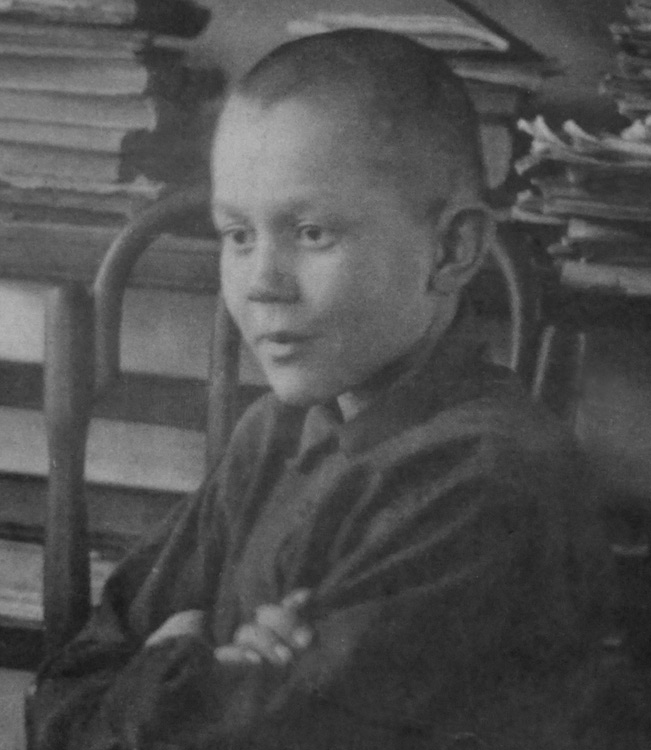
Baschir Ramejew 1929

## Beginn seiner Beschäftigung mit Computern, Strela
1944 wurden technische Spezialisten in der Sowjetunion aus der Front gezogen und er kam an ein Elektronik-Institut (Institut Nr. 108), das von Aksel Iwanowitsch Berg geleitet wurde, einem der Väter des Radars in der Sowjetunion. Ramejew hatte im Rundfunk von der ENIAC gehört und begann sich für Computer zu interessieren, worauf ihn Berg im Mai 1948 mit Isaak Semjonowitsch Bruk am Institut für Elektrotechnik der Sowjetischen Akademie der Wissenschaft zusammenarbeiten ließ. In nur vier Monaten entwarfen sie einen digitalen Computer mit Programmspeicherung (also vom Von-Neumann-Typ) – er schrieb seinen Output auf Lochstreifen, die wiederum als Programm-Input benutzt werden konnten. Im Dezember 1948 erhielten beide darauf ein sowjetisches Patent. Bevor sie mit dem Aufbau des Computers beginnen konnten, wurde Ramejew vom Militär in den Fernen Osten geschickt, um Marineangehörige im Radar zu unterweisen. 1950 war er davon wieder entbunden, nachdem sich ein sowjetischer Minister (Parschin) eingeschaltet hatte, und nahm die Arbeit im Speziellen Designbüro (SDB) 245 in Moskau auf, das Computer (überwiegend für zivile Zwecke) bauen sollte.
Auf Grundlage seines Entwurfs mit Bruk entwarf Ramejew dort den Computer Strela, den ersten in Serie gefertigten sowjetischen Computer. Er wurde von einem Team unter Leitung von Juri Jakowlewitsch Basilewski (1912–1983) gebaut. Auf Veranlassung von Ramejew wurde er mit Röhren statt Relais gebaut. Insgesamt wurden sieben Exemplare gefertigt, von denen eines am Institut für Angewandte Mathematik der Sowjetischen Akademie der Wissenschaften war, eines am Rechenzentrum der Akademie und mehrere in Ministerien. Der Strela wurde unter anderem für Berechnung von Kernreaktoren und für die Raumfahrt eingesetzt.
Ein erstes Modell wurde 1953 getestet und daraufhin die Serienproduktion gestartet. 1954 erhielt Ramejew und das Strela-Team den Staatspreis der UdSSR.
Ramejew hielt auch die ersten Vorlesungen über digitale Computer in der Sowjetunion ab 1951 am Moskauer Institut für Physik und Technologie (MEPI), die von vielen Ingenieuren in der Frühzeit der Computer in der Sowjetunion besucht wurden und später von Sergei Alexejewitsch Lebedew übernommen wurden.
Wegen seines Vaters wurden ihm nach wie vor Schwierigkeiten gemacht – er durfte sein Universitätsstudium nicht fortsetzen und da er kein Diplom hatte, durfte er auch seine Vorlesungen 1953 nicht fortsetzen. Am SDB 245 erhielt er auch zuerst eine dauerhafte Wohnung – zuvor musste er ständig umziehen, da er als politisch unzuverlässige Person galt.

## Ural Computer
1953/54 begann er mit dem Nachfolgecomputer-Projekt zu Strela, dem Ural Computer. Dazu zog er 1955 an die geplante Produktionsstätte 600 km südöstlich Moskau in Pensa. Der Ural-1 war 1957 fertig, hatte einen Magnettrommelspeicher und zusätzliche externe Speicher und diente vor allem technisch-wissenschaftlichen Zwecken. Es folgten weitere Rechner der Ural Serie wie der Ural-4 von 1961 mit Ferritkern-Speicher für den internen Speicher (RAM) und Magnettrommeln und Magnetbänder für den externen Speicher.
Neben den Ural Computern wurden Spezialcomputer gefertigt, zum Beispiel für Meteorologie, statistische Datenauswertung von Experimenten (Granit genannt, verwendet in der Ballistik), Röntgen-Kristallstrukturanalyse und Radarortung.
Auf Initiative von Berg, Lebedew und Bruk erhielt er 1962 einen Doktorgrad.
Um 1960 entwickelte er eine Ural Serie von Computern der 2. Generation (Ural -11, Ural -14, Ural -16) mit aufwärtskompatibler Software und Halbleiterlogik. Für diese Rechner entwickelte er Halbleitermodule, die in hohen Stückzahlen in Serie gefertigt wurden und auch in anderen Rechnern Anwendung fanden (in den 1960er Jahren ging die Stückzahl in die Millionen). Ural 11 und 14 wurden ab 1964 in Serie gefertigt, Ural 16 ab 1969.
Auch in der Softwareentwicklung (unter V. I. Burkov) ging man dabei neue Wege in der UdSSR. Burkov entwickelte Betriebssysteme und systemnahe Software auf Instruktions-Ebene und den Assembler ARMU für die ganze Familie. Zusätzlich liefen Algol Varianten auf den Rechnern (Algol-60, ALGAMS, ALGEC).
Die Ural Computer fanden weite Verbreitung in der Sowjetunion in Banken, in der Weltraumfahrt und in Fabriken.
1968/69 war auch ein Multiprozessor Ural-Computer in der Entwicklung (Ural -25 unter V. Burkov, A. Nevskiy, A. Gorshkov) und Ramejew befasste sich mit Computern auf Basis von ICs.

## Die Zeit danach
Ende der 1960er Jahre begann die Entwicklung von Computersystemen der dritten Generation in der Sowjetunion. Ein Hauptproblem in der Sowjetunion wie auch im Westen war die Inkompatibilität der Hard- und Software aus unterschiedlichen Computerprojekten. Es wurde deshalb in Moskau 1967 ein neues Forschungsinstitut gegründet (SRIDEC unter Sergei Arkadjewitsch Krutowskich), das die Computer der nächsten Generation auf einheitlicher Basis entwickeln sollte. Anfangs hatte Ramejew noch für eine eigene Linie gekämpft, die er in Zusammenarbeit mit der britischen ICL entwickeln wollte, und wurde von führenden Computeringenieuren wie Lebedew und Wiktor Michailowitsch Gluschkow unterstützt. Man beschloss aber von offizieller Seite, auf Klone des erfolgreichen System/360 von IBM und dessen Nachfolger zu setzen (ES Computer genannt) was das Ende vieler unabhängiger Computerprojekte in der Sowjetunion bedeutete. Später folgten Klone von Minicomputern von DEC. Ramejew reichte seinen Rücktritt ein und nahm 1971 einen Verwaltungsposten an im Staatskomitee der UdSSR für Wissenschaft und Technologie an, in dem er Computerprojekte zu bewerten hatte.